# Autoroute A 87
Die Autoroute A 87 ist eine französische Autobahn mit Beginn in Angers und Ende in La Roche-sur-Yon. Ihre Gesamtlänge beträgt heute 142 km.

## Geschichte
- 22. Januar 2002: Eröffnung Mûrs-Erigné - Cholet-sud (Abfahrt 23 – 27)
- 19. Juni 2003: Eröffnung Cholet-sud - Les Essarts (Abfahrt 27 - A 83)
- ?. ? 2003: Eröffnung der Abfahrt Les Herbiers (Abfahrt 29)
- 14. Januar 2005: Eröffnung Les Essarts - La Roche-sur-Yon-est (A 83 - Abfahrt 30)
- 20. Juni 2005: Eröffnung der Abfahrt  Verrie (Abfahrt 28)
- 4. Juli 2008: Eröffnung La Roche-sur-Yon-est - Les Clouzeaux (Abfahrt 30 - RD160)
- 17. Oktober 2008: Eröffnung der Abfahrt La Roche-Centre (Abfahrt 31)
- 24. Oktober 2008: Eröffnung der Abfahrt Grand Clos (Abfahrt 22.1)

## Großstädte an der Autobahn
- Angers
- Cholet
- La Roche-sur-Yon